# Liste der Städte in der Oblast Kostroma
Dies ist eine Liste der Städte und Siedlungen städtischen Typs in der russischen Oblast Kostroma.
Die folgende Tabelle enthält die Städte (Name fett) und Siedlungen städtischen Typs der Oblast, ihre russischen Namen, die Verwaltungseinheiten, denen sie angehören (Rajon oder Stadtkreis), ihre Einwohnerzahlen gemäß Volkszählung vom 14. Oktober 2010, ihre Wappen und geographischen Koordinaten sowie die Jahreszahlen der Verleihung des Status einer Siedlung städtischen Typs (SsT) und der Stadtrechte, sofern zutreffend. In der Oblast gibt es zwölf Städte und sieben Siedlungen städtischen Typs (Stand 2019). Vier Städte gingen aus Siedlungen städtischen Typs hervor.
| Name                  | Russischer Name  | Rajon/Stadtkreis             | Einwohner | Wappen | Lage                 | SsT  | Stadt  |
| --------------------- | ---------------- | ---------------------------- | --------- | ------ | -------------------- | ---- | ------ |
| Bui                   | Буй              | Bui (Stadtkreis)             | 25.763    |        | 58° 29′ N, 41° 31′ O | –    | 1778   |
| Galitsch              | Галич            | Galitsch (Stadtkreis)        | 17.346    |        | 58° 23′ N, 42° 21′ O | –    | 1778   |
| Kady                  | Кадый            | Kadyjski                     | 3.597     |        | 57° 47′ N, 43° 11′ O | 1971 | 1778 1 |
| Kologriw              | Кологрив         | Kologriwski                  | 3.314     |        | 58° 50′ N, 44° 20′ O | –    | 1778   |
| Kostroma              | Кострома         | Kostroma (Stadtkreis)        | 268.742   |        | 57° 46′ N, 40° 56′ O | –    | 1152 2 |
| Krasnoje an der Wolga | Красное-на-Волге | Krasnoselski                 | 7.706     |        | 57° 31′ N, 41° 14′ O | 1957 | –      |
| Makarjew              | Макарьев         | Makarjewski                  | 7.274     |        | 57° 53′ N, 43° 48′ O | –    | 1778   |
| Manturowo             | Мантурово        | Manturowo (Stadtkreis)       | 17.479    |        | 58° 20′ N, 44° 46′ O | 1927 | 1958   |
| Neja                  | Нея              | Neiski                       | 9.827     |        | 58° 17′ N, 43° 52′ O | 1926 | 1958   |
| Nerechta              | Нерехта          | Nerechtski                   | 22.828    |        | 57° 27′ N, 40° 35′ O | –    | 1778   |
| Ponasyrewo            | Поназырево       | Ponasyrewski                 | 4.840     |        | 58° 21′ N, 46° 18′ O | 1957 | –      |
| Scharja               | Шарья            | Scharja (Stadtkreis)         | 23.681    |        | 58° 22′ N, 45° 30′ O | 1928 | 1938   |
| Soligalitsch          | Солигалич        | Soligalitschski              | 6.438     |        | 59° 5′ N, 42° 17′ O  | –    | 1778   |
| Sudislawl             | Судиславль       | Sudislawski                  | 4.913     |        | 57° 53′ N, 41° 42′ O | 1963 | 1719 3 |
| Sussanino             | Сусанино         | Sussaninski                  | 3.406     |        | 58° 9′ N, 41° 35′ O  | 1970 | –      |
| Tschistyje Bory       | Чистые Боры      | Buiski                       | 4.796     |        | 58° 22′ N, 41° 38′ O | 1979 | –      |
| Tschuchloma           | Чухлома          | Tschuchlomski                | 5.411     |        | 58° 45′ N, 42° 42′ O | –    | 1778   |
| Wetluschski           | Ветлужский       | Scharja (Stadtkreis)         | 12.224    |        | 58° 23′ N, 45° 27′ O | 1938 | –      |
| Wolgoretschensk       | Волгореченск     | Wolgoretschensk (Stadtkreis) | 17.104    |        | 57° 26′ N, 41° 10′ O | 1964 | 1994   |

## Ehemalige Städte
Folgende Ortschaften auf der Territorium der heutigen Oblast besaßen ehemals die Stadtrechte:
| Name (heutiger) | Russisch   | Rajon/Stadtkreis (heutiger) | Lage                 | Von  | Bis  | Bemerkung                                                                          |
| --------------- | ---------- | --------------------------- | -------------------- | ---- | ---- | ---------------------------------------------------------------------------------- |
| Kady            | Кадый      | Kadyjski                    | 57° 47′ N, 43° 11′ O | 1778 | 1924 | zwischenzeitlich Dorf (selo), heute Siedlung städtischen Typs (siehe Tabelle oben) |
| Parfenjewo      | Парфеньево | Parfenjewski                | 58° 29′ N, 43° 25′ O | 1708 | 1797 | heute Dorf (selo); Name als Stadt Parfenjew (Парфеньев)                            |
| Sudislawl       | Судиславль | Sudislawski                 | 57° 53′ N, 41° 42′ O | 1719 | 1925 | zwischenzeitlich Dorf (selo), heute Siedlung städtischen Typs (siehe Tabelle oben) |
| Unscha          | Унжа       | Makarjewski                 | 58° 1′ N, 44° 1′ O   | 1708 | 1924 | heute Dorf (selo)                                                                  |

## Ehemalige städtische Siedlungen
Folgende Ortschaften besaßen ehemals den Status einer Siedlung städtischen Typs (ausschließlich derer, die später Stadtrechte erhielten und in der obigen Tabelle aufgeführt sind) und sind heute (ländliche) Siedlungen (possjolok), sofern nicht anders angegeben:
| Name (heutiger) | Russisch    | Rajon/Stadtkreis (heutige) | Lage                 | Von  | Bis  | Bemerkung/ heutiger Status                                            |
| --------------- | ----------- | -------------------------- | -------------------- | ---- | ---- | --------------------------------------------------------------------- |
| Antropowo       | Антропово   | Antropowski                | 58° 24′ N, 43° 0′ O  | 1970 | 1992 |                                                                       |
| Gortschucha     | Горчуха     | Makarjewski                | 57° 43′ N, 43° 43′ O | 1960 | 1992 |                                                                       |
| Jakschanga      | Якшанга     | Ponasyrewski               | 58° 22′ N, 45° 55′ O | 1939 | 1997 |                                                                       |
| Jurowski        | Юровский    | Manturowo (Stadtkreis)     | 58° 19′ N, 44° 46′ O | 1935 | 1958 | mit Siedlung städtischen Typs Manturowo zur Stadt Manturowo vereinigt |
| Karawajewo      | Караваево   | Kostromskoi                | 57° 44′ N, 41° 4′ O  | 1965 | 1992 |                                                                       |
| Kosmynino       | Космынино   | Nerechtski                 | 57° 35′ N, 40° 46′ O | 1934 | 2004 |                                                                       |
| Oktjabrski      | Октябрьский | Manturowo (Stadtkreis)     | 58° 19′ N, 44° 19′ O | 1939 | 1997 |                                                                       |
| Ostrowskoje     | Островское  | Ostrowski                  | 57° 48′ N, 42° 14′ O | 1965 | 1992 |                                                                       |
| Poldnewiza      | Полдневица  | Ponasyrewski               | 58° 37′ N, 46° 37′ O | 1958 | 1997 |                                                                       |
| Schekschema     | Шекшема     | Scharjinski                | 58° 20′ N, 45° 11′ O | 1959 | 1997 |                                                                       |
| Sebljaki        | Зебляки     | Scharjinski                | 58° 22′ N, 45° 45′ O | 1957 | 1997 |                                                                       |
| Wochma          | Вохма       | Wochomski                  | 58° 56′ N, 46° 45′ O | 1964 | 1992 |                                                                       |